# Liste der Biografien/Balu
Liste der Biografien |
Portal Biografien |
Personensuche
# |
A |
B |
C |
D |
E |
F |
G |
H |
I |
J |
K |
L |
M |
N |
O |
P |
Q |
R |
S |
T |
U |
V |
W |
X |
Y |
Z |
?
 
Ba |
Be |
Bd |
Bg |
Bh |
Bi |
Bj |
Bl |
Bm |
Bn |
Bo |
Br |
Bs |
Bu |
Bw |
By |
Bz
 
Baa |
Bab |
Bac |
Bad |
Bae |
Baf |
Bag |
Bah |
Bai |
Baj |
Bak |
Bal |
Bam |
Ban |
Bao |
Bap |
Baq |
Bar |
Bas |
Bat |
Bau |
Bav |
Baw |
Bax–Baz
 
Bala |
Balb |
Balc |
Bald |
Bale |
Balf |
Balg |
Balh |
Bali |
Balj |
Balk |
Ball |
Balm |
Baln |
Balo |
Balp |
Balq |
Bals |
Balt |
Balu |
Balv |
Balw |
Baly |
Balz
Die Liste der Biografien führt alle Personen auf, die in der deutschsprachigen Wikipedia einen Artikel haben. Dieses ist eine Teilliste mit 23 Einträgen von Personen, deren Namen mit den Buchstaben „Balu“ beginnt.

## Balu
- Balu, Sharmada (* 1993), indische Tennisspielerin

### Baluc
- Baluch, Joy (1932–2013), australische Politikerin
- Baluch, Matej (* 2000), slowakischer Hürdenläufer
- Bałucki, Michał (1837–1901), polnischer Schriftsteller

### Balud
- Baluda, Wiktor Michailowitsch (* 1992), russischer Tennisspieler

### Baluf
- Baluffi, Gaetano (1788–1866), italienischer Kardinal

### Balug
- Balugjanski, Michail Andrejewitsch (1769–1847), russischer Rechtsanwalt, Wirtschaftswissenschaftler und Staatsmann ruthenisch-ungarischer Herkunft

### Baluj
- Balujew, Alexander Nikolajewitsch (* 1958), sowjetischer und russischer Schauspieler
- Balujewski, Juri Nikolajewitsch (* 1947), russischer General

### Baluk
- Bałuka, Edmund (1933–2015), polnischer Dissident und Gewerkschafter
- Baluken, İdris (* 1976), kurdischer Politiker (HDP)

### Balus
- Balus, Irina (* 2005), slowakische Tennisspielerin
- Baluschek, Hans (1870–1935), deutscher Maler, Grafiker und SchriftstellerHans Baluschek (1870–1935)

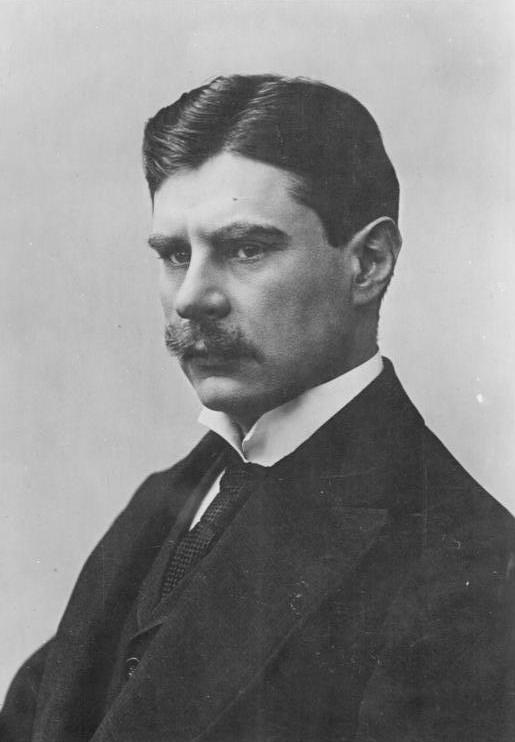
Hans Baluschek (1870–1935)

- Baluschka, Ljudmila (* 1985), ukrainische Ringerin
- Baluses, Kurt (1914–1972), deutscher Fußballspieler und -trainer
- Balushi, Ali Anwar Ali al (* 2002), omanischer Sprinter
- Balushi, Mohamed al- (* 1996), omanischer Sprinter
- Bałuszyński, Henryk (1972–2012), polnischer Fußballspieler

### Balut
- Băluță, Ion Bogdan (* 1932), rumänischer Politiker (PCR)
- Băluță, Tudor (* 1999), rumänischer Fußballspieler
- Balutin, Jacques (* 1936), französischer Schauspieler und Synchronsprecher
- Balutis, Adolfas Antanas (* 1942), litauischer Bauingenieur und Politiker

### Baluz
- Baluze, Étienne (1630–1718), französischer Historiker